# Brian Urlacher
Brian Keith Urlacher (Pasco, 25 maggio 1978) è un ex giocatore di football americano statunitense che ha giocato nel ruolo di inside linebacker per tutta la carriera coi i Chicago Bears della National Football League (NFL). È stato introdotto nella Pro Football Hall of Fame nel 2018.
Al college giocò a football all'Università del New Mexico venendo premiato come All-American e divenendo uno degli atleti più decorati dell'istituto. I Bears lo scelsero come nono assoluto nel Draft NFL 2000.
Urlacher si impose come uno dei difensori più produttivi della lega. Dopo aver vinto il premio di rookie difensivo dell'anno nel 2000, fu convocato per otto Pro Bowl e vinse il premio di difensore dell'anno nel 2005. Il suo stile di gioco, i traguardi raggiunti e la sua reputazione ne hanno fatto uno dei giocatori più popolari della squadra. Urlacher è anche il testimonial pubblicitario per diverse compagnie: Sega Sports scelse Urlacher per apparire sulla copertina di NFL 2K3, mentre altre compagnie come Nike, McDonald's, Old Spice e Vitamin Water lo hanno messo sotto contratto per diverse pubblicità e promozioni televisive.

## Carriera professionistica

### Chicago Bears
Stagione 2000
Urlacher fu selezionato come 9a scelta assoluta dai Chicago Bears ha giocato 16 partite di cui 14 da titolare facendo 8 sack, 2 intercetti per 19 yard.
Stagione 2001
Ha giocato 16 partite tutte da titolare facendo 116 tackle di cui 89 da solo, 6 sack, 5 deviazioni difensive, 2 fumble forzati e 3 intercetti per 60 yard.
Stagione 2002
Ha giocato 16 partite tutte da titolare facendo 151 tackle"record personale" di cui 115 da solo, 4,5 sack, 6 deviazioni difensive, 2 fumble forzati e un intercetto per nessuna iarda.
Stagione 2003
Ha giocato 16 partite tutte da titolare facendo 116 tackle di cui 87 da solo, 2,5 sack, 4 deviazioni difensive.
Stagione 2004

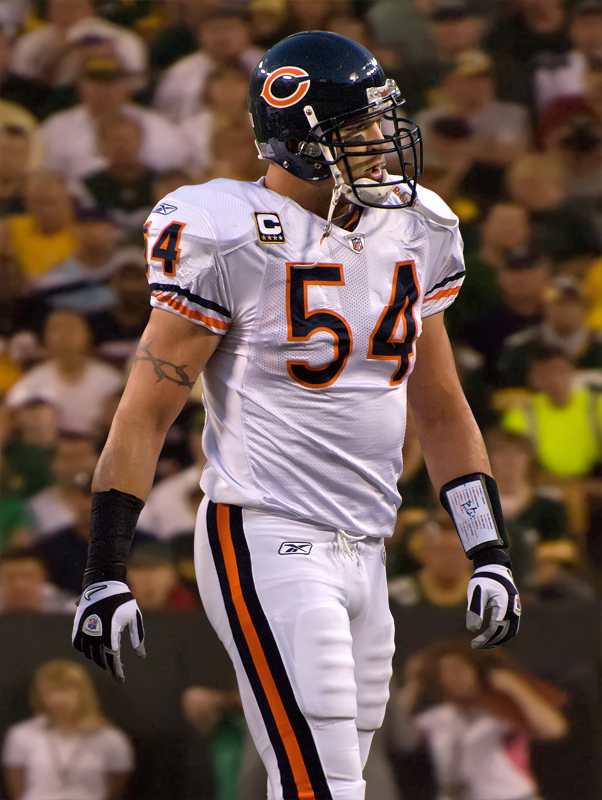
Urlacher nel 2009.

Ha giocato 9 partite tutte da titolare facendo 70 tackle di cui 52 da solo, 5,5 sack, 6 deviazioni difensive, 2 fumble forzati e un intercetto per 42 yard.
Stagione 2005
Ha giocato 16 partite tutte da titolare facendo 121 tackle di cui 97 da solo, 6 sack, 5 deviazioni difensive e un fumble forzato. Grazie a queste prestazioni viene premiato come miglior difensore della stagione.
Stagione 2006
Ha giocato 16 partite tutte da titolare facendo 141 tackle di cui 92 da solo, 6 deviazioni difensive, un fumble forzato e 3 intercetti per 38 yard.
Stagione 2007
Ha giocato 16 partite tutte da titolare facendo 123 tackle di cui 92 da solo, 5 sack, 12 deviazioni difensive"record personale", 5 intercetti"record personale" per 101 yard con un touchdown.
Stagione 2008
Ha giocato 16 partite tutte da titolare facendo 93 tackle di cui 79 da solo, 10 deviazioni difensive, 2 intercetti per 11 yard.
Stagione 2009
Ha giocato una sola partita da titolare facendo 3 tackle da solo, prima di rompersi il polso rimanendo fuori per il resto della stagione.
Stagione 2012
Nella settimana 9 i Bears hanno vinto la sesta gara consecutiva e Urlacher ha segnato un touchdown su ritorno di un intercetto da 39 yard oltre a forzare un fumble.
Il 20 marzo 2013, i Bears annunciarono che Urlacher non avrebbe fatto parte della squadra nella stagione 2013 poiché le due parti non erano riuscite ad accordarsi su un nuovo contratto. Urlacher, che a più riprese aveva manifestato la propria intenzione di voler chiudere la carriera con la squadra, manifestò il suo forte disappunto.
Il 22 maggio 2013, tramite il proprio account di Twitter, il giocatore annunciò il proprio ritiro dopo tredici anni di carriera professionistica.
Il 9 gennaio 2017 Urlacher fu inserito nella College Football Hall of Fame.

## Palmarès
- (8) Pro Bowl (2000, 2001, 2002, 2003, 2005, 2006, 2010, 2011)
- (4) First-team All-Pro (2001, 2002, 2005, 2006)
- (1) Second-team All-Pro (2010)
- (1) Miglior difensore dell'anno della NFL (2005)
- (1) Rookie difensivo dell'anno (2000)
- (4) Miglior difensore della settimana
- (1) Miglior rookie difensivo del mese (ottobre 2000)
- (1) Miglior giocatore dello special team della settimana
- PFWA All-Rookie Team - 2000
- Formazione ideale della NFL degli anni 2000
- Pro Football Hall of Fame (classe del 2018)
- College Football Hall of Fame

## Statistiche
Record di franchigia dei Chicago Bears
| Statistiche | Statistiche | Statistiche | Tackle | Tackle | Tackle | Sack | Sack  | Intercetti | Intercetti | Intercetti | Altro | Altro | Altro | Altro  |
| Anno        | Squadre     | Gare        | Sol    | Ast    | Tot    | Sack | YardP | Int        | Yard       | TDInt      | TDdev | FumF  | PD    | Safety |
| ----------- | ----------- | ----------- | ------ | ------ | ------ | ---- | ----- | ---------- | ---------- | ---------- | ----- | ----- | ----- | ------ |
| 2000        | CHI         | 16          | 101    | 24     | 125    | 8.0  | 49    | 2          | 19         | 0          | 0     | 0     | 5     | 0      |
| 2001        | CHI         | 16          | 91     | 27     | 118    | 6.0  | 37    | 3          | 60         | 0          | 1     | 2     | 8     | 0      |
| 2002        | CHI         | 16          | 117    | 36     | 153    | 4.5  | 34    | 1          | 0          | 0          | 0     | 2     | 7     | 0      |
| 2003        | CHI         | 16          | 87     | 29     | 116    | 2.5  | 15    | 0          | 0          | 0          | 0     | 0     | 4     | 0      |
| 2004        | CHI         | 9           | 54     | 18     | 72     | 5.5  | 19    | 1          | 42         | 0          | 0     | 2     | 7     | 0      |
| 2005        | CHI         | 16          | 98     | 24     | 122    | 6.0  | 44    | 0          | 0          | 0          | 0     | 1     | 5     | 0      |
| 2006        | CHI         | 16          | 93     | 49     | 142    | 0.0  | 0     | 3          | 38         | 0          | 0     | 1     | 9     | 0      |
| 2007        | CHI         | 16          | 93     | 30     | 123    | 5.0  | 36    | 5          | 101        | 1          | 1     | 0     | 12    | 0      |
| 2008        | CHI         | 16          | 79     | 14     | 93     | 0.0  | 0     | 2          | 11         | 0          | 0     | 0     | 10    | 0      |
| 2009        | CHI         | 1           | 3      | 0      | 3      | 0.0  | 0     | 0          | 0          | 0          | 0     | 0     | 0     | 0      |
| 2010        | CHI         | 16          | 96     | 29     | 125    | 4.0  | 19    | 1          | 0          | 0          | 0     | 2     | 10    | 0      |
| 2011        | CHI         | 16          | 84     | 18     | 102    | 0.0  | 0     | 3          | 7          | 0          | 0     | 0     | 7     | 0      |
| 2012        | CHI         | 12          | 53     | 15     | 68     | 0.0  | 0     | 1          | 46         | 1          | 1     | 2     | 7     | 0      |
| Carriera    | Carriera    | 182         | 1,037  | 316    | 1.353  | 41.5 | 252   | 22         | 324        | 2          | 3     | 12    | 91    | 0      |

Fonte: nfl.com